# Alveopora catalai
Espèce
Statut de conservation UICN

 NT  : Quasi menacé
Statut CITES
Alveopora catalai est une espèce de coraux de la famille des Poritidae selon ITISITIS (10 mars 2019). Pour le WoRMS ce taxon est de position incertaine au sein de l'arbre phylogénique.

## Étymologie
Son nom spécifique, catalai, lui a été donné en l'honneur de René Catala, biologiste qui a fondé en 1956 de l'Aquarium de Nouméa, et que l'auteur remercie pour les spécimens procurés et pour les photographies de colonies sur site.

## Publication originale
(en) John West Wells, « Notes on Indo-Pacific Sleractinian Corals - Parts 5 and 6 », Pacific Science, vol. 22, no 2,‎ 1968, p. 274-276 (lire en ligne, consulté le 10 mars 2019).